# بتسی (فیلم ۱۹۷۸)
بتسی (به انگلیسی: The Betsy) فیلمی محصول سال ۱۹۷۸ و به کارگردانی دنیل پتری است. در این فیلم بازیگرانی همچون لارنس الیویه، رابرت دووال، کاترین راس، تامی لی جونز، جین الکساندر، لسلی-آن داون، کتلین بلر، ژوزف وایزمن و ادوارد هرمان ایفای نقش کرده‌اند.